# Bathymicrops
Bathymicrops — рід авлопоподібних риб родини Ipnopidae. Це дрібні, довгі риби (10-40 см завдовжки), що поширені у тропічних водах всіх океанів.

## Класифікація
Рід налічує 4 види:
- Bathymicrops belyaninae J. G. Nielsen & Merrett, 1992
- Bathymicrops brevianalis J. G. Nielsen, 1966
- Bathymicrops multispinis J. G. Nielsen & Merrett, 1992
- Bathymicrops regis Hjort & Koefoed, 1912